# تولید خالص ملی
اگر از تولید ناخالص ملی (GNP) هزینهٔ استهلاک کالاهای سرمایه‌ای و دیگر دارایی‌های سرمایه‌ای کسر شود، تولید خالص ملی (NNP) به دست می‌آید.

## محاسبه
فرمول برای محاسبه‌ی تولید خالص ملی:
(تولید خالص ملی = تولید ناخالص ملی — А)
که А عبارت است از استهلاک.
NNP= GNP-A
{\displaystyle NNP=GNP-Depreciation}
{\displaystyle NDP=GDP-Depreciation}